# Cleocnemis heteropoda
Cleocnemis heteropoda es una especie de araña cangrejo del género Cleocnemis, familia Philodromidae. Fue descrita científicamente por Simon en 1886.

## Distribución
Esta especie se encuentra en Brasil.